# My Hands
"My Hands" é uma canção composta pelo islandês Arnþór Birgisson e pela norueguesa Ina Wroldsen para que fosse gravada pela cantora e compositora britânica Leona Lewis para o seu segundo álbum de estúdio, Echo, inicialmente lançado em Novembro de 2009. Musicalmente, é um tema pop cujo conteúdo lírico aborda "a vida após o fim de um relacionamento." A faixa foi recebida com opiniões mistas pela crítica especialista em música contemporânea, com alguns resenhistas apontando-a como um destaque do álbum e vangloriando o desempenho vocal da artista, enquanto outros criticaram-na por ser "pouco memorável".
"My Hands" foi seleccionada como o tema oficial do jogo electrónico Final Fantasy XIII, lançado em Dezembro de 2009. Lewis sentiu-se honrada por ver a sua canção a ser inclusa em tal tipo de média, revelando ter sentido uma conexão com a protagonista Lightning. Cinco meses após o lançamento de Echo, "My Hands" estreou no número 145 da tabela musical de singles oficial do Reino Unido, segundo a publicação de 20 de Março de 2010 da Official Charts Company.

## Antecedentes e lançamento
A produção para o segundo trabalho de estúdio de Lewis teve início em meados de 2009, pouco tempo após o lançamento de "I Will Be" (2009), último single do seu álbum de estúdio de estreia Spirit (2007), e a promoção do mesmo ter sido encerrada. Tal como em Spirit, cada produtor dos temas de Echo foi seleccionado pelos mentores Simon Cowell e Clive Davis, todavia, desta vez a artista permaneceu a maior parte do tempo em Los Angeles, Califórnia, durante a gravação do projecto, ao contrário de Spirit, no qual viajou por várias cidades. Em sua essência, Echo é um álbum que consiste em baladas, faixas aceleradas e hinos de pista de dança. Lewis disse em entrevista à revista Variety que "desejava que Echo tivesse um sentimento mais vivo, com um pouco mais de instrumentação ao vivo," e ainda descreveu o projecto como "mais dirigido por guitarras" que Spirit em uma outra entrevista ao periódico norte-americano Seventeen. Ao fim de nove meses de produção, Echo foi finalmente lançado no Reino Unido em Novembro de 2009. Cinco meses depois, "My Hands" estreou no número 145 da tabela musical de singles oficial do país, segundo a publicação de 20 de Março de 2010 da Official Charts Company.
"Estou no meio do processo de gravação, a trabalhar com compositores e produtores incríveis, e a minha música evoluiu mesmo. É tão excitante criar algo novo. Na verdade, estou mais confiante neste álbum do que no anterior. Assumi mais controle desta vez e sinto-me mais calma com tudo."
— Lewis em uma declaração publicada na sua página oficial em Agosto de 2009.
A recepção crítica inicial para a canção, bem como para o álbum em geral, foi mista. Andy Gill, para o jornal The Independent, listou o tema como uma das quatro melhores faixas a baixar de Echo, juntamente com "Happy", "Lost Then Found" e "Brave". Um resenhista da coluna Newsround do portal CBBC achou que a faixa, bem como "Broken", é "pouco memorável", opinando que embora Lewis interprete a canção inegavelmente bem, a mesma não se sobressai quando comparada com "Happy" e "I Got You". Michael Cragg, para a revista electrónica musicOMH, escreveu que o refrão "entra em erupção" e "induz o ouvinte à submissão", fazendo com que o significado do tema fique ofuscado.

## Gravação, produção e estrutura musical

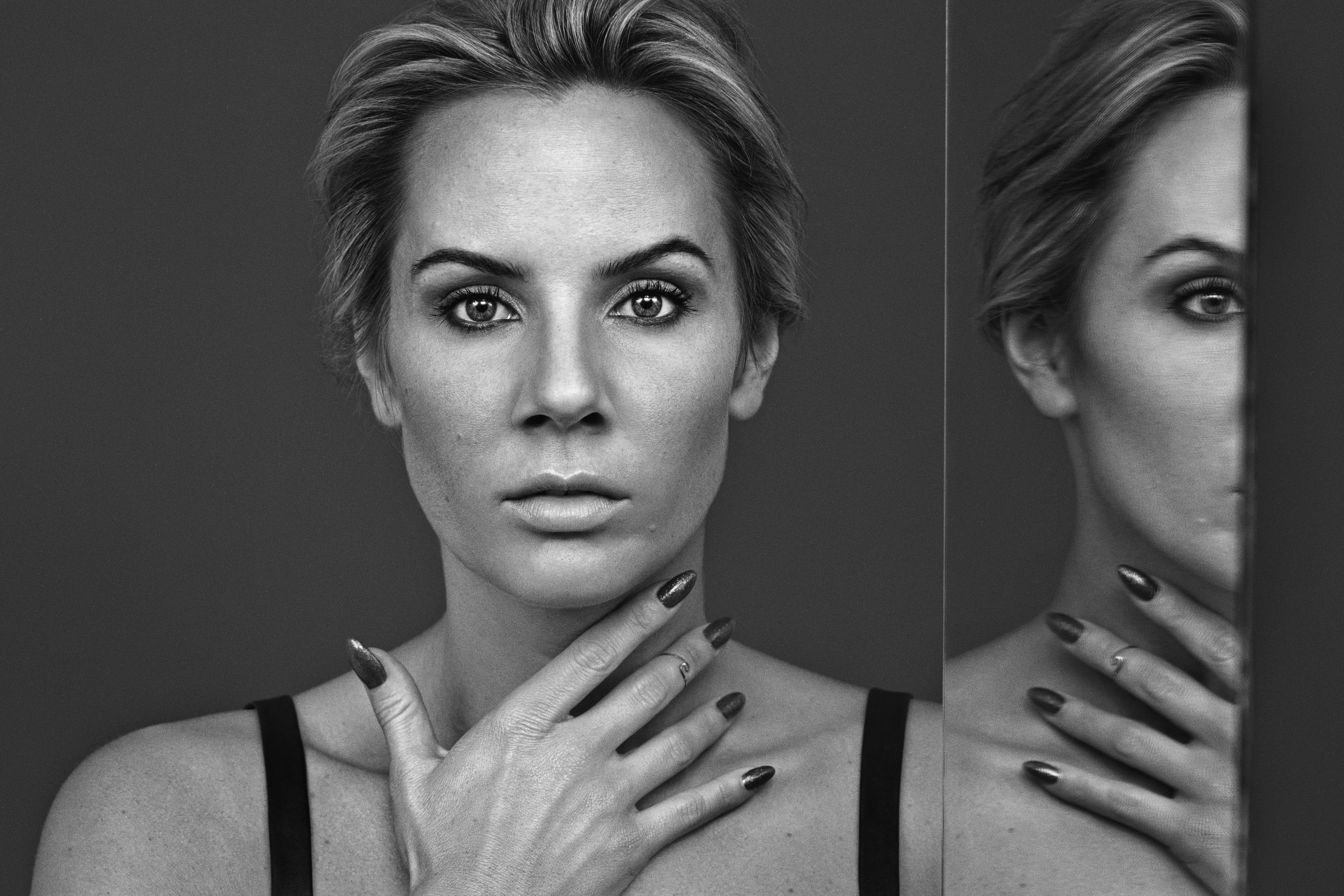
A compositora norueguesa Ina Wroldsen co-escreveu as letras de "My Hands".

Com duração total de quatro minutos e 12 segundos, "My Hands" é uma canção pop cujo conteúdo lírico aborda "a vida após o fim de um relacionamento." Foi composta na tonalidade de Ré maior no compasso de tempo comum com um andamento que se desenvolve no metrónomo de oitenta batimentos por minuto. "My Hands" foi composta por Arnþór Birgisson e Ina Wroldsen para que fosse gravada por Lewis e inclusa no seu segundo álbum de estúdio, Echo, lançado em Novembro de 2009. Birginsson também ficou encarregue da produção e arranjos e foi auxiliado por Lewis na produção vocal. Esta foi uma de duas faixas produzidas por Birgisson para Echo, contudo, no final, foi a única a ser inclusa no alinhamento de faixas, visto que a outra, intitulada "Heartbeat", foi divulgada na Europa como o lado B do segundo single, "I Got You". Os vocais da cantora, bem como a instrumentação, foram gravados por Seth Waldmann nos estúdios Conway Recording em Los Angeles, Califórnia; Dean Street em Londres, Inglaterra; e The Vault em Estocolmo, Suécia. Os instrumentos de cordas foram tocados pela Urban Soul Orchestra, liderada por Simon Fischer; Stephen Hussey foi o responsável pelos arranjos e direcção da orquestra.
Adicionalmente, os instrumentos de corda foram gravados e engendrados por Rich Cooper no estúdio British Groove em Londres. Todas as guitarras foram providenciadas por Esbjörn Öhrwal, enquanto os coristas foram organizados e conduzidos por Lawrence Johnson. Os vocais cantados pelo coro foram gravados por Neil Tucker no estúdio Metropolis, também localizado em Londres. "My Hands" foi misturada por Manny Marroquin, com assistência de Christian Plata e Erik Madrid, no estúdio Larrabee em Universal City, Califórnia. Stephem Simmonds contribuiu para a faixa com vocais de apoio.

## Divulgação

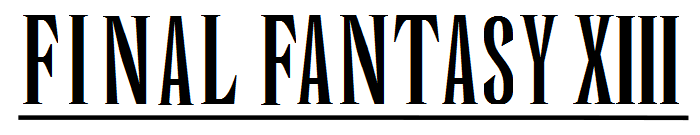
"My Hands" foi seleccionada como o tema oficial para o trailer de Final Fantasy XIII.

"My Hands" foi seleccionada como o tema oficial para o trailer divulgado na América do Norte e Europa de Final Fantasy XIII. O jogo electrónico foi primeiramente lançado a 17 de Dezembro de 2009 no Japão, onde usa uma canção tema diferente: "Kimi Ga Iru Kara", composta por Masashi Hamauzu e cantada por Sayuri Sugawara. Contudo, versões internacionais do jogo produzidas em NTSC e PAL apresentam "My Hands" como o tema oficial. Gabriel Zamora, para o portal Examiner.com, escreveu que apesar de soar "barulhenta" em comparação à canção de Hamazy, "My Hands" encaixa-se muito bem na natureza do jogo electrónico. Zamora escreveu ainda que os fãs do jogo esperavam que "My Hands" não fosse substituir "Kimi Ga Iru Kara" por completo, dizendo que, ao invés disso, queria uma nova faixa intitulada "Eternal Love" como a canção tema oficial. Não obstante, ela notou que o uso da canção de Lewis para o trailer completo pareceu fazer de tal ideia algo "pouco provável".
Como parte da promoção para o lançamento de Final Fantasy XIII, Lewis gravou um comercial promocional para a Square Enix, a desenvolvedora e publicadora do jogo electrónico, e falou sobre o quanto estava feliz por ter sido questionada sobre o uso da sua obra no trailer do mesmo, afirmando que isso tinha um significado pessoal: "Estou excitada por colaborar com a Square Enix em um jogo tão inovador. Jamais poderia ter imaginado que 'My Hands' iria encaixar tão perfeitamente em Final Fantasy XIII, mas eu senti uma conexão com a protagonista feminina e mal posso esperar para ver Lightning e as suas aventuras."

## Alinhamento de faixas
"My Hands" foi inclusa na versão padrão de Echo como a sexta faixa do alinhamento. Na versão lançada nos Estados Unidos, foi posicionada como a oitava faixa do alinhamento.
- Echo — Versão padrão[8]

1. "My Hands" — 4:12

- Echo — Versão padrão (EUA)[22]

1. "My Hands" — 4:12

## Créditos e pessoal
Os créditos seguintes foram adaptados do encarte do álbum Echo (2009):
Gravação
| - Gravada no estúdio Conway Recording em Los Angeles, Califórnia, EUA; - Gravada no estúdio Dean Street em Londres, Inglaterra; - Gravada no estúdio The Vault em Estocolmo, Suécia; | - Vocais do coro gravados no estúdio Metropolis em Londres, Inglaterra; - Misturada no estúdio Larrabee em Universal City, Califórnia, EUA. |

Pessoal
| - Arnþór Birgisson — composição, produção e arranjos, produção vocal - Stephen Hussey — arranjos de instrumentos de corda, maestro - Lawrence Johnson — organização do coro, direcção - Leona Lewis — vocais principais, produção vocal - Manny Marroquin — mistura | - Erik Madrid — assistência de mistura - Christian Plata — assistência de mistura - Esbjörn Öhrwal — guitarra - Stephen Simmonds — vocais de apoio | - Neil Tucker — gravação vocal (coro) - Urban Soul Orchestra — instrumentos de corda - Seth Waldmann — gravação vocal (Lewis) - Ina Wroldsen — composição |